# Everton Football Club 1974-1975
Questa voce raccoglie le informazioni riguardanti l'Everton Football Club nelle competizioni ufficiali della stagione 1974-1975

## Stagione
Immediatamente eliminato dalla coppa di Lega per mano dell'Aston Villa, l'Everton iniziò il campionato mantenendo l'imbattibilità per diverse giornate, rimanendo a contatto con una lotta al vertice caratterizzata dall'alternarsi di numerose squadre. 
Con l'inizio del nuovo anno, i Toffees uscirono dalla FA Cup perdendo il terzo turno contro il Fulham, ma si proposero come candidati alla vittoria del campionato sopravanzando le altre contendenti e occupando il primo posto fino a poche giornate dal termine. Perdendo diversi punti contro squadre di bassa classifica (fra cui il 3-0 contro un Carlisle Utd ormai retrocesso o il pareggio dell'ultima giornata contro un Chelsea parimenti condannato al declassamento), i Toffees scivolarono fino al quarto posto finale, ottenendo comunque l'ingresso alla Coppa UEFA.

## Maglie e sponsor
Lo sponsor tecnico per la stagione 1974-1975 è Umbro.
| Casa | Trasferta |

## Rosa
| N. |                             | Ruolo | Calciatore        |
| -- | --------------------------- | ----- | ----------------- |
|    | Galles (bandiera)           | P     | Dai Davies        |
|    | Inghilterra (bandiera)      | P     | David Lawson      |
|    | Inghilterra (bandiera)      | P     | Gordon West       |
|    | Inghilterra (bandiera)      | D     | Terry Darracott   |
|    | Inghilterra (bandiera)      | D     | John Hurst        |
|    | Inghilterra (bandiera)      | D     | Dave Jones        |
|    | Inghilterra (bandiera)      | D     | Roger Kenyon      |
|    | Inghilterra (bandiera)      | D     | Mick Lyons        |
|    | Scozia (bandiera)           | D     | John McLaughlin   |
|    | Scozia (bandiera)           | D     | Ken McNaught      |
|    | Irlanda del Nord (bandiera) | D     | Peter Scott       |
|    | Inghilterra (bandiera)      | D     | Stephen Seargeant |
|    | Inghilterra (bandiera)      | C     | Mike Bernard      |
|    | Inghilterra (bandiera)      | C     | Mick Buckley      |

| N. |                             | Ruolo | Calciatore     |
| -- | --------------------------- | ----- | -------------- |
|    | Irlanda del Nord (bandiera) | C     | Dave Clements  |
|    | Inghilterra (bandiera)      | C     | Martin Dobson  |
|    | Inghilterra (bandiera)      | C     | Billy Kenny    |
|    | Inghilterra (bandiera)      | C     | Alan Wilson    |
|    | Scozia (bandiera)           | A     | John Connolly  |
|    | Inghilterra (bandiera)      | A     | David Irving   |
|    | Inghilterra (bandiera)      | A     | Gary Jones     |
|    | Inghilterra (bandiera)      | A     | Bob Latchford  |
|    | Inghilterra (bandiera)      | A     | Cliff Marshall |
|    | Scozia (bandiera)           | A     | Jim Pearson    |
|    | Inghilterra (bandiera)      | A     | Joe Royle      |
|    | Galles (bandiera)           | A     | David Smallman |
|    | Inghilterra (bandiera)      | A     | George Telfer  |

## Statistiche

### Andamento in campionato
Luogo, risultato e posizione seguono l'ordine ufficiale delle giornate.
| Giornata  | 1  | 2 | 3 | 4 | 5 | 6 | 7 | 8 | 9 | 10 | 11 | 12 | 13 | 14 | 15 | 16 | 17 | 18 | 19 | 20 | 21 | 22 | 23 | 24 | 25 | 26 | 27 | 28 | 29 | 30 | 31 | 32 | 33 | 34 | 35 | 36 | 37 | 38 | 39 | 40 | 41 | 42 |
| --------- | -- | - | - | - | - | - | - | - | - | -- | -- | -- | -- | -- | -- | -- | -- | -- | -- | -- | -- | -- | -- | -- | -- | -- | -- | -- | -- | -- | -- | -- | -- | -- | -- | -- | -- | -- | -- | -- | -- | -- |
| Luogo     | C  | C | T | T | C | T | C | T | T | C  | C  | T  | C  | C  | T  | C  | T  | C  | T  | C  | T  | T  | C  | T  | C  | C  | T  | C  | T  | C  | T  | T  | C  | T  | C  | T  | C  | T  | C  | T  | C  | T  |
| Risultato | N  | V | V | N | V | P | N | N | N | V  | N  | N  | N  | N  | N  | V  | N  | N  | P  | V  | V  | V  | P  | P  | V  | V  | V  | V  | P  | V  | N  | V  | V  | N  | N  | P  | V  | P  | N  | V  | P  | N  |
| Posizione | 13 | 5 | 4 | 5 | 3 | 6 | 6 | 6 | 6 | 5  | 6  | 5  | 8  | 5  | 5  | 4  | 4  | 5  | 7  | 3  | 2  | 1  | 1  | 4  | 5  | 2  | 1  | 1  | 1  | 1  | 1  | 1  | 1  | 1  | 1  | 1  | 2  | 2  | 3  | 2  | 2  | 4  |

Fonte:  Premier League 1974/1975 » Schedule, su worldfootball.net.
Legenda:

Luogo: C = Casa; T = Trasferta. Risultato: V = Vittoria; N = Pareggio; P = Sconfitta.